# Coronavirus du syndrome respiratoire du Moyen-Orient
MERS-CoV
Pour les articles homonymes, voir nCoV.
Ne doit pas être confondu avec SARS-CoV ou SARS-CoV-2.
forme
Synonymes
- 2012-nCoV (2012 novel coronavirus)
- HCoV-EMC/2012 (Human Coronavirus Erasmus Medical Center/2012)

Le coronavirus du syndrome respiratoire du Moyen-Orient ou MERS-CoV (acronyme anglais de Middle East respiratory syndrome-related coronavirus, anciennement 2012-nCoV ou nCoV pour novel coronavirus) est le nom d'une forme de coronavirus hautement pathogène découvert en 2012 au Moyen-Orient, provoquant en particulier un symptôme de pneumonie aigüe, le syndrome respiratoire du Moyen-Orient.
Le virus est prévalent chez les dromadaires (Afrique et Moyen-Orient) et sa transmission à l'humain est bien documentée ; en revanche la contagion interhumaine reste limitée. Les formes humaines sont proches à plus de 99 % de la souche des dromadaires.

## Symptômes
Les symptômes de l'infection par MERS-CoV peuvent être l'insuffisance rénale aigüe et une pneumonie aigüe sévère, souvent d'issue fatale. Chez les humains, le virus a un fort tropisme pour les cellules épithéliales bronchiques non ciliées, et il a été montré qu'il échappe facilement aux réponses du système immunitaire inné et perturbe la production d'interféron (IFN) dans ces cellules,.

## Enjeux
Le MERS-CoV présente des caractéristiques pouvant le faire classer parmi les causes de maladies émergentes éventuellement susceptibles d'évoluer en pandémie. L'OMS et de nombreux spécialistes l'ont donc rapidement ciblé dans leur veille écoépidémiologique.

## Histoire
Selon les données épidémiologiques disponibles, cette souche de coronavirus est apparue dans la péninsule arabique, au Moyen-Orient.
Le premier cas humain est un Saoudien de 60 ans mort le 24 juin 2012 lors d'une hospitalisation pour pneumonie aiguë et insuffisance rénale subséquente.
Ce virus a été nommé « nouveau coronavirus » quand il a été découvert (en 2012 dans les expectorations d'un malade) car il diffère fortement des cinq autres coronavirus humains déjà découverts. Quatre de ces virus ne causent que de simples rhumes, anodins, mais le cinquième, le virus du SRAS, apparu en 2002, est nettement plus pathogène. Il est rapidement classé parmi les bétacoronavirus.
En raison de son caractère hautement pathogène et des symptômes qu'il provoque, ce virus a été comparé dès les premiers rapports le concernant au syndrome respiratoire aigu sévère (SRAS), avec suspicion d'une origine animale. Les deux premiers patients étant tombés malades à plus de deux mois d'intervalle, on suppose que le premier n'a pas infecté le second, et qu'il doit exister un réservoir animal, comme cela est le cas avec la plupart des virus infectant l'Homme ; s'ensuit la mise en place rapide d'un dispositif international de veille et de réponse épidémiologique.

### Premier cas humain identifié
Ce saoudien de 60 ans est mort à Djeddah (Arabie saoudite) le 24 juin 2012 lors d'une hospitalisation pour pneumonie aiguë et insuffisance rénale subséquente. Ce cas a été rapporté par Ali Mohamed Zaki de l'Hôpital Soliman Fakeeh de Jeddah, sur ProMED-mail (le réseau international de veille sur les maladies émergentes) le 15 septembre 2012. Le virus n'est pas encore identifié, mais au vu des symptômes, les experts évoquent rapidement la possibilité qu'il s'agisse d'un virus grippal d'un paramyxovirus ou d'un coronavirus. La piste du coronavirus est rapidement confirmée et l'information a rapidement été portée à la connaissance des réseaux de veille épidémiologique spécialisés dans la détection d'éventuelles maladies émergentes, via les réseaux ProMed notamment, puis de l'OMS et de l'OIE, de l’International Society for Infectious Diseases (en) (ISID) et le réseau « Infectious Animal and Zoonotic Disease Surveillance » et beaucoup d'autres de par le monde, puis par les médias.

### Deuxième cas humain identifié
Il a été rapporté en septembre 2012 par l'agence britannique de protection de la santé Health Protection Agency (en). C'est un homme, Qatari, de 49 ans, tombé malade après un voyage en Arabie saoudite, porteur du même virus, et traité en soins intensifs dans un hôpital de Londres. Au même moment, d'autres cas possibles font l'objet d'enquêtes, et le degré de virulence et contagiosité du virus n'est pas encore clair. Ce patient a été traité pour une maladie respiratoire, mais il a aussi développé une insuffisance rénale aiguë.

### Autres cas confirmés
La plupart des cas sont situés dans la péninsule arabique, mais, le 8 mai 2013, un premier cas est confirmé en France par le Centre national de référence de l’Institut Pasteur,. Le ministère français de la santé affirme alors qu'il s'agit du seul cas confirmé en France, tout en précisant que l'homme revenait d'un séjour à Dubaï.
Le 12 mai, un second cas est annoncé en France (le voisin de chambre du premier cas). À peu près au même moment, deux autres décès sont signalés dans la région d'Al-Hassa (Arabie saoudite). En juin 2013, lors d'une réunion d'urgence, l'OMS déclare : « Le nouveau coronavirus semble préférer la saison chaude (l'été) pour se répandre et contaminer ses hôtes. Sur la planète, on constate que celui-ci s'est facilement étendu (géographiquement et en une seule année) ; ce n'est plus seulement le Moyen-Orient qui en est affecté. Les voyageurs ne s'inquiètent pas assez du virus ; cela facilite l'évolution de la contagion et même une mutation. Les conséquences sont malheureusement observables sur notre carte de surveillance épidémiologique. Voilà que plusieurs pays d'Europe de l'Ouest sont touchés. Ce virus pourrait donc muter, s'adapter aux différents climats et différentes saisons. Ainsi, il provoquerait une véritable pandémie en se transmettant très facilement d'homme à homme. De plus, MERS-CoV tue dans 1 cas sur 2 »[réf. nécessaire].
En juin 2015, premier cas mortel de l'année de ce virus constaté en Allemagne sur un patient de 60 ans de retour des Émirats arabes unis.

## Réactions de l'OMS
L'Organisation mondiale de la santé (OMS) a annoncé qu'elle était « engagé à caractériser davantage le nouveau coronavirus » et qu'elle a « immédiatement alerté l’ensemble de ses États-Membres. L'OMS coordonne le dispositif qui se met en place, et fournit des recommandations aux autorités sanitaires et aux organismes sanitaires spécialisés ».
L'agence du Royaume-Uni pour la protection de la santé travaille au séquençage génétique de ce virus, à partir des ARN viraux obtenus à partir du patient du Qatar,.

## Zoonose
Les coronavirus sont fréquemment zoonotiques, c'est-à-dire que, comme les virus grippaux, ils peuvent à la fois infecter une ou plusieurs espèces animales et l'être humain et — à l'occasion de certaines mutations — passer d'une espèce à l'autre, parfois en devenant inhabituellement pathogènes, par exemple parce que le système immunitaire du « nouvel hôte » n'y est pas adapté.
Dans ces circonstances, les écoépidémiologistes recherchent une espèce-réservoir (oiseau et/ou mammifère en général) et s'il existe des circonstances écoépidémiologiques pouvant expliquer ou faciliter la diffusion du « nouveau » virus (maladie émergente), et s'il existe éventuellement un risque pandémique.
Le virologue Ron Fouchier, du centre médical Érasme de Rotterdam (Pays-Bas), spécialiste des virus respiratoires hautement pathogènes, émet rapidement l'hypothèse qu'il s'agit d'un virus de la chauve-souris qui s'est adapté à l'Homme.
Un scientifique saoudien ayant isolé le virus lui en avait envoyé un échantillon pour savoir s'il pouvait s'agir d'un paramyxovirus. R. Fouchier lui a demandé s'il l'avait déjà testé comme potentiel coronavirus (ce qui est possible grâce à un test développé par le US CDC qui permet de tester tous les coronavirus alors connus). Durant le transfert du virus au laboratoire néerlandais de R. Fouchier, ce test a confirmé qu'il s'agissait effectivement d'un coronavirus. Fouchier, disposant du matériel nécessaire, en a séquencé le génome (et l'a au passage breveté malgré les protestations de responsables saoudiens qui n'avaient pas formellement autorisé le transfert du virus.

## Biogéographie du virus
Pour ce qui concerne les épidémies touchant l'homme, la biogéographie du virus est anthropiquement fortement liée aux transports. Elle est par contre encore mal connue pour ce qui concerne les souches sauvages.
Fin 2019, pour mieux comprendre la répartition du coronavirus MERS-CoV et les facteurs de risque infectieux pour l'Homme et d'autres mammifères ou espèces, une base de données a été créée pour enregistrer et documenter les cas de MERS-CoV détectés dans le monde, en signalant notamment les transmissions zoonotiques.
La base a été construite à partir de 3 moteurs de recherche spécialisés : PubMed, Web of Science et Scopus ; en y conservant 208 (extraction + géoréférencement) avec pour chaque cas des précisions contextuelles.
A sa création elle comprenait « 861 occurrences MERS-CoV géo-positionnées uniques ». Elle permet une épidémiosurveillance ciblée du MERS-CoV, pouvant notamment aider à anticiper des risques zoonotiques d'épidémie voire de pandémie.

## Données épidémiologiques complètes

Nombre de cas confirmés
Plus de 50 cas
Plus de 5 cas
Plus de 1 cas

Une nouvelle forme de coronavirus émerge vers l'Arabie Saoudite en septembre 2012.
En février 2013, le premier foyer « familial » est confirmé au Royaume-Uni, à Manchester, chez un patient ayant récemment voyagé au Moyen-Orient et au Pakistan, c'était le 10e cas au niveau mondial. Le fils de cet homme a ensuite contracté le virus, ce qui a fourni la première preuve solide de la transmission interhumaine,. Le père est mort le 19 février 2013,.
Début juillet, L'OMS s'inquiète à propos du proche pèlerinage de la Mecque (septembre-octobre 2013), craignant une propagation du MERS-CoV à l'échelle mondiale. L'OMS organise un Comité d'Urgence le 9 juillet 2013 (le premier depuis l'annonce de la première pandémie du XXIe siècle, celle du virus H1N1 de 2009). Le même jour, l'OMS souhaite renouveler ce Comité d'Urgence (qui fut finalement un échec en termes de débat)[réf. nécessaire]. Toutes ces informations étaient déjà connues. Le même jour[Quand ?], Les Émirats arabes unis annoncent un premier cas confirmé de coronavirus, un homme âgé de 82 ans actuellement hospitalisé, selon l'agence de presse officielle WAM.[Passage à actualiser][réf. nécessaire] Le citoyen émirati ayant contracté le virus souffre d'un cancer et est actuellement soigné dans un hôpital de la capitale, indique l'autorité sanitaire d'Abu Dhabi dans un communiqué tard jeudi, précisant qu'il s'agit du premier cas recensé dans les Émirats.[Passage à actualiser] Le second Comité d'Urgence de l'année se déroule le 17 juillet 2013[réf. nécessaire]. L'organisation mondiale de la santé déclare le 28 juillet que 90 cas ont été recensés[réf. nécessaire]. À cette date, les victimes s'élèvent à 46[réf. nécessaire]. D'ailleurs, un nouveau décès lié au coronavirus en Arabie saoudite, le 26 juillet 2013, pousse les autorités à être encore plus vigilantes. Désormais, l’OMS conseille aux voyageurs présentant les symptômes d’une infection respiratoire sévère de subir un dépistage le plus rapidement possible. L'Organisation mondiale de la santé  estime fin juillet 2013 que le MERS, qui peut provoquer de la fièvre, une toux et une pneumonie, n'avait pas atteint un potentiel pandémique et pourrait tout simplement disparaître. Mais l'OMS redoute une accentuation du phénomène alors que des centaines de milliers de musulmans se rendent en Arabie saoudite durant le mois de ramadan pour l'oumrah, un pèlerinage qu'ils peuvent effectuer à tout moment de l'année.[réf. nécessaire]
[style à vérifier] Le 5 octobre, après un mois de silence, six nouveaux cas sont confirmés en Arabie Saoudite. En avril 2014, le MERS-Cov se répand de plus en plus vite en Arabie Saoudite (faisant craindre aux autorités et à l'OMS une possible mutation du virus). Le 1er mai 2014, un premier cas est confirmé en Égypte.
Selon l'OMS le 26 avril 2014, il y avait 293 cas confirmés, dont 93 morts, essentiellement en Arabie saoudite. Selon les autorités saoudiennes au 30 avril 2014, il y avait 361 cas et 107 décès. Le 2 mai, à Atlanta aux États-Unis, un premier cas est déclaré ; le CDC craint une grave épidémie.

### Pays touchés et évolution
En avril 2014, ce coronavirus est jugé encore très actif en Arabie saoudite.
Au 30 mai 2014, plus de 15 pays sont touchés par le MERS-CoV, pour un total ci-dessous de 937 cas dont 341 décès. Il est pourtant peu contagieux d'après le CDC.

#### Au Moyen-Orient
- Arabie saoudite (pays le plus touché) = 688 cas confirmés / 282 décès (prouvés scientifiquement)
- Jordanie = 5 cas confirmés / trois décès (prouvés scientifiquement)
- Émirats arabes unis = 18 cas confirmés / huit décès (prouvé scientifiquement)
- Qatar = 14 cas confirmés / six décès
- Égypte = 1 cas confirmé / aucun décès

#### En Afrique
- Tunisie = 7 cas confirmés / trois décès (prouvé scientifiquement)

#### En Europe
- Grande-Bretagne = 3 cas confirmés / deux décès (prouvés scientifiquement)
- Allemagne = 1 cas confirmé / un décès
- France = 2 cas confirmés / un décès (prouvés scientifiquement)

- Italie = 3 cas confirmés / aucun décès
- Pays-Bas = 3 cas confirmé / aucun décès

#### Dans le monde
- Philippines = 2 cas / aucun décès
- Australie = 1 cas (suspect) / aucun décès
- États-Unis = 2 cas
- Corée du Sud = 186 cas, 35 décès (8 juillet 2015)[30]
- d'autres pays semblent touchés
- Thaïlande = 1 cas

Le virus a continué à s'étendre dans le monde.
Près d'un an plus tard, au 16 juin 2015, l'OMS annoncait un total mondial de 1 293 contaminés (+34 % par an) et 458 morts (+31 % par an), répartis dans 25 pays, soit une létalité d'un peu plus d'un cas sur 3.

### En France
En 2013, deux premiers cas hautement pathogènes ont été détectés, tous deux dans le Nord-Pas-de-Calais : le 7 mai chez un homme de 65 ans revenant d'un voyage en Arabie saoudite (dans l'est du royaume) puis, le 12 mai 2013, chez un patient ayant partagé la chambre d'hôpital du premier (fin avril 2013), avant que son infection ne soit connue, ce qui a justifié la mise en place d'un dispositif d'enquête et d'épidémiosurveillance avec l'Institut de veille sanitaire et sa cellule régionale, l’Institut Pasteur et l'ARS Nord–Pas-de-Calais, sous l'égide du ministère de la Santé et de la Direction Générale de la Santé (DGS). Un numéro vert d'information grand public a été ouvert (valable pour toute la France). Le 4 juillet 2013, on apprend par une porte-parole de l'AFP que l'état de santé du second patient (hospitalisé à Lille en France) reste toujours critique mais très stationnaire. Le même jour, on apprend un nouveau décès en Grande-Bretagne.

Tous deux ont été hospitalisés et mis en quarantaine au CHRU de Lille, sous assistance respiratoire (« extra-corporelle » pour le 1er cas à la suite d'une défaillance respiratoire), alors que leurs proches ou les personnes avec lesquels ils ont eu des contacts récents étaient recherchés. Ces derniers ont reçu l'interdiction de se rendre dans des lieux publics ou de recevoir de la visite et l'ARS (Agence Régionale de Santé) les contacte deux fois par jour pour vérifier qu'ils ne développent pas de symptômes de la maladie.
Selon le professeur Arnaud Fontanet (chef de l'unité des maladies émergentes à l'Institut Pasteur), il existe de « grandes similitudes » entre cette infection et le SRAS (« dans les deux cas, les symptômes sont respiratoires et la transmission s'exerce par voie respiratoire et par contact rapproché »).

## Origine animale, transmission interhumaine et traitement
Au début de l'infection, le vecteur supposé était une chauve-souris endémique dans cette région, du fait de la proximité génétique entre MERS-CoV et un autre coronavirus transmis par des chauves-souris au Japon (HK5-CoV). Des études plus poussées ont infirmé ce résultat et ont démontré que les vecteurs du MERS-CoV sont les camélidés présents en Arabie Saoudite, notamment le dromadaire,,.

### Transmission
En mai 2014, l'OMS estime que le MERS-CoV se transmet par les postillons et le toucher (un peu comme la grippe ordinaire). Ce virus contamine la personne dans les deux jours qui suivent un contact direct avec la personne infectée. La contagion se fait rapidement. Le virus semble moins mortel que ce que l'OMS pensait en 2013. Cette maladie serait estimée létale dans 38 % des cas en mai 2014. Ce virus provient directement des dromadaires et il se transmet à l'homme par les yeux et le nez. La transmission interhumaine est certaine.
Les personnes exposées à un risque élevé de maladie grave due à ce virus devaient éviter les contacts rapprochés avec des animaux lorsqu’elles se rendaient dans des fermes ou des élevages situés dans des zones où l’on savait que le virus pouvait être en circulation.
Pour le grand public, ceux qui visitent une ferme ou un élevage devaient observer les mesures générales d’hygiène, comme se laver régulièrement les mains avant et après avoir touché des animaux, éviter les contacts avec des animaux malades...

### Une piste pour stopper la prolifération du virus chez un individu infecté?
Une publication scientifique a été faite en 2014, à la suite de tests en laboratoire pour tenter de réduire l'action du virus sur les cellules infectées, chez un individu donné.
Une substance susceptible d'agir contre la réplication des coronavirus a été identifiée par des chercheurs suisses et suédois. La substance a été nommée "K22" et a semblé également efficace contre le coronavirus SRAS de 2003.
Il n'existait toutefois, en 2014, aucun médicament probant contre cette maladie.